# Cadi Ayyad
Pour les articles homonymes, voir Cadi (homonymie).
Al Qâdî 'Iyâd Ibn Mûsâ Al Yahsûbî (1083-1149) (476 - 544 de l'hégire) était un cadi (juge) et théologien musulman Maghrébin originaire de Al Hoceima, affilié à l'école juridique malikite. Il est considéré aujourd'hui comme l'un des sept saints de Marrakech.

## Biographie

### Origines
Al-Cadi Ayyad aurait appartenu à un clan arabe historique d'origine yéménite remontant à l'Imâm Mâlik Ibn Anas, qui s'était fixé à Baza, en Andalousie. À la suite de la conquête du Maghreb occidental par les Omeyyades de Cordoue, Ibn Abi 'Amr, soucieux de contrôler la route de l'or, fit installer de nombreux Andalous au Maghreb. C'est dans ce contexte que le père d'Al-Cadi Ayyad s'installa à Ceuta. Né en 1083, Al-Cadi Ayyad vivra l'apogée et le déclin des Almoravides.

### Éducation
Ayyad se consacre à des études de théologie et fut considéré comme un expert en la matière à un âge très précoce. À 27 ans, il fut choisi pour participer à une consultation théologique sur le célèbre traité d'Al-Ghazali « Renaissance des sciences religieuses » (إحياء علوم الدين), ouvrage très critique du Fiqh de l’époque. Refusant les Bid'ah, il signa lui-même la sentence ordonnant l’incinération de ses œuvres au Maghreb et en Andalousie.
En 1114, il quitta Ceuta pour l’Andalousie afin d’augmenter le champ de ses connaissances en suivant les enseignements de maîtres réputés comme Ibn Roched (Averroes) et Ibn Siradj. Après un an de pérégrination à Cordoue, Murcie et Alméria, Ayyad retourna à Ceuta où il fit partie du conseil du gouvernement. En 1121, il fut nommé Cadi, fonction qu’il exerça pendant 16 ans. Cette période sera la plus prolifique de sa vie en termes de fiqh et d’implication dans l'administration de la ville et du pays. Il supervisera notamment la construction de la partie ouest de la mosquée de Ceuta et la forteresse de Jbel Mina.

### Passage à Grenade
Son travail lui vaudra de se faire remarquer par le sultan qui le désignera Al-Cadi à Grenade vers 1135. Cette période sera de courte durée. Les fonctionnaires en place, étant trop habitués au péculat et à la corruption, se sentirent asphyxiés par les règles droites et l’intégrité du Al-Cadi. Ils calomnièrent auprès du sultan. N’ignorant pas les intrigues tramées contre lui, il prétexta des raisons de santé et retourna à Ceuta un an plus tard. Il restera en disgrâce auprès du sultan jusqu’à la mort de celui-ci en 1143, date à laquelle son héritier, Tachfin Ben Ali, lui rendra son titre de Cadi de Ceuta.

### Résistance aux Almohades
Né durant l’âge d’or de la dynastie des Almoravides, Al-Cadi Ayyad sera témoin de son déclin et de la montée des Almohades. De doctrine ashaarite sur le plan du dogme, le Al-Cadi Ayyad était doublement affilié à l’imam Malek : de par l’école et par le sang. Ainsi, il s’opposa avec véhémence à certaines croyances chiites avancées par Ibn-Toumert. Plus tard, son disciple, Abdelmoumen, fera tomber Ceuta.
Al-Cadi Ayyad se rendit à Salé, capitale Almohade, où il fut extrêmement bien reçu par le sultan auquel il jura allégeance. Cependant, le Al-Cadi Ayyad et les habitants de Ceuta ne s’étaient pas rallié à la nouvelle dynastie par conviction. À la première occasion, ils se révoltèrent à nouveau et profitèrent d’un affrontement entre les troupes d’Abdelmoumen et les Berghouata pour massacrer le gouverneur en place et ses partisans sous les ordres du Al-Cadi.
De peur des représailles, Al-Cadi Ayyad alla chercher un appui auprès de Yahia ben Ali ben Ghania, descendant des Almoravides et gouverneur des iles Baleares. Ce dernier s’associa avec les Berghouata mais ils furent mis en déroute par l’armée de  Abdelmoumen.
Al-Caddi Ayyad sera exilé à Tadla en tant que Al-Cadi auprès des tribus nomades de la région.

### Divergence sur sa mort
En 1149, le Caddi Ayyad trouvera la mort dans des conditions obscures. Selon certains, il serait mort à Tadla de raisons naturelles et son corps aurait été transporté à Marrakech. Pour d’autres, il aurait fini ses jours à Marrakech et y aurait été assassiné par les Almoravides. Inhumé près de Bab Aïlen , sa tombe ne sera aménagée et reconnue comme celle d’un érudit de renom que sous la dynastie Mérinides. Il sera par la suite élevé au rang de saint par le sultan Alaouite Moulay Ismail.

### Postérité
Dans la culture urbaine, Al-Al-Cadi Ayyad représente le savoir et la soif de connaissance. Il est également la personnification de la droiture et de l'intégrité.
Sa sépulture est la deuxième étape du pèlerinage des sept saints de Marrakech.
En 1978, l'université Cadi Ayyad de Marrakech est créée.

## Œuvre

### Rapporteur de Hadith
À Cordoue, il s’instruit auprès de fameux savants dont Ibn Ruch Al Gadd, Ibn `Attâb ou Abû Al-Husayn Ibn Sirâj. C’est à Murcie qu’il fait la rencontre de Abû `Alî Al-Husayn Ibn Muhammad As-Sadafî, un grand mémorisateur du Hadîth. Il lui apprit les deux Sahîhs d’Al-Bukhârî et de Muslim et l’autorisa à les enseigner et à les transmettre à son tour.
À Ceuta, il fut connu pour le degré de fiabilité de ses enseignements ; Il ne se contentait pas de mémoriser le Hadit et de le transmettre mais accordait beaucoup d’importance la chaîne de transmission d’un hadith qui constituait le facteur primordial dans la détermination de son authenticité.
Le principal héritage d'Al-Al-Cadi Ayyad reste sans doute son célèbre ouvrage intitulé « La guérison par la connaissance du rang l’Élu » (الشفا بتعريف حقوق المصطفى.), biographie du prophète, dans lequel il recense les caractéristiques et les qualités du prophète.
Al-Al-Cadi Ayyad rédigea également 3 ouvrages importants d’interprétation du hadith.
- « La lumière éclairante au sujet des traditions authentiques » (مشارق الأنوار على صحاح الآثار), ouvrage essentiel pour interpréter les livres de Hadith de Muslim et Boukhari. Il y explique les termes ambigus et les clarifie afin d’analyser les cas problématiques et les énoncés subtils.
- « Complément de l’annonciateur par le Sahih de Muslim » (إكمال المعلم بفوائد صحيح مسلم.)  dans lequel il commente les recherches du Sahih de Muslim et d’Umm Zar’.
- « L’éclairage au sujet de l’exactitude de la narration et des critères de l’écoute » ( الإلماع إلى معرفة أصول الرواية وتقييد السماع)

### Jurisconsulte et historien
Al-Al-Cadi Ayyad étudia la Muduwwanah d’Ibn Sahnun. Dans son ouvrage « Des remarques conclues au sujet des livres entremêlés et la Mudawwanah » ( التنبيهات المستنبطة على المدونة), il analysa les narrations, vérifia leur exactitude et expliqua les ambiguïtés.
En tant qu’historien, nous lui devons également l’ouvrage « Entraînement de l’intellect » (ترتيب المدارك وتنوير المسالك لمعرفة أعلام مذهب مالك), biographies de l'Imâm Mâlik, de ses compagnons et de ses disciples selon des critères chronologiques et géographiques. Il a également écrit « Le suffisant » (الغنية) et l'Encyclopédie (المعجم), ouvrages recensant les parcours et les mérites des savants rencontrés durant ses voyages.

### Sa croyance
Dans son livre Al-I’lâm bi Houdoûdi wa Qawâ’idi l-Islâm, Al-Al-Cadi Ayyad a écrit : « Allâh n’est pas contenu dans un endroit dans [ou au-dessus] les cieux ni sur terre, mais Il est tel qu’Il était avant la création de l’endroit (c’est-à-dire qu’Il est sans endroit), Il n’est ni une substance ni un corps, et Il n’a pas d’image ni de forme, rien ne Lui ressemble et Il n’a pas de semblable, mais Il est Al-Ahad (Celui Qui n’a pas d’associé dans la divinité et Qui n’admet pas la partition), As-Samad (Celui Qui n’a besoin de rien, mais dont toutes les créatures ont besoin), Il n’engendre pas, Il n’est pas engendré, et Il n’a aucun équivalent.»

## Source
- Janine Sourdel et Dominique Sourdel, Dictionnaire historique de l'islam, édition PUF.